# 甘為霖 (明朝)
甘為霖（1488年—1547年），字公望，號幾山，四川富順縣人，明朝政治人物，嘉靖癸未進士，官至工部尚書。

## 生平
治《詩經》，行二，由國子生中式四川鄉試第四十六名舉人，年三十六歲中式嘉靖二年（1523年）癸未科會試第十五名，第二甲第三十八名進士。授華州知州，调澧州，歷官工部员外郎、郎中。督郊廟、雩壇等工程，陞太僕寺少卿，仍管工部郎中事。嘉靖十一年（1532年）十一月升太僕寺卿，十二月升工部右侍郎，督理各宮殿及陵墓建設，工程完畢，十四年九月升本部左侍郎，十五年十一月以宗庙工成，陞本部尚書，仍督山陵工程。十六年十二月因與武定侯郭勛互相攻訐，罷官。歸越二年，十八年闰七月起前職，十一月至京，诏同督皇穹宇一号殿并山陵沙河行宫等工。十九年七月以皇穹宇成，加太子少保。二十四年七月以太庙完工，加少保兼太子太保，二十五年五月工科给事中黄宗槩參劾甘为霖久疾不自乞归，怀禄固宠，昧大臣去就之义，宜罢免官职，为霖寻自陈状，詔准致仕给驿还乡。嘉靖二十六年（1547年）八月卒。
嘉靖中期，世宗深居簡出，多年不上朝。甘為霖與兵部尚書張瓚、禮部尚書嚴嵩、吏部尚書許讚，皆為清議所不齒。

## 家族
曾祖甘雨，封布政司参议、資治少尹。祖父甘敬修，亞中大夫布政司左参政。父甘澤，訓科。母凃氏；继母趙氏。慈侍下。兄汝霖、弟嘉霖、化霖、春霖、傅霖。甘为霖六兄弟，称富顺甘氏六望。